# Khama Worthy
Khama Worthy (15 de octubre de 1986, Pittsburgh, Pensilvania, Estados Unidos) es un artista marcial mixto estadounidense que compite en la división de peso ligero de Ultimate Fighting Championship. Profesional desde 2012, también ha luchado en King of the Cage y CES MMA.

## Antecedentes
Nacido y criado en Pittsburgh, Pensilvania, Worthy comenzó a entrenar en MMA a los 20 años.

## Carrera en las artes marciales mixtas

### Carrera temprana
Worthy compitió como amateur desde 2009 hasta 2011, acumulando un récord de 8-2. Al comenzar su carrera profesional en 2012, Worthy luchó principalmente para varias organizaciones en el noreste de Estados Unidos. Amasando un récord de 14-6 antes de entrar en la UFC, Worthy luchó por el campeonato de peso pluma de la SOFC contra su compañero de la UFC, Billy Quarantillo, y ganó el Campeonato de Peso Ligero de 247 FC.

### Ultimate Fighting Championship
Worthy debutó en la UFC como reemplazo tardío de Clay Collard contra Devonte Smith el 17 de agosto de 2019 en UFC 241. Ganó el combate por nocaut técnico en el primer asalto. Esta victoria le valió el premio a la Actuación de la Noche.
Worthy se enfrentó a Luis Peña el 27 de junio de 2020 en UFC on ESPN: Poirier vs. Hooker. Ganó el combate por sumisión en el tercer asalto.
Un combate de peso ligero entre Worthy y Ottman Azaitar estaba previamente programado para tener lugar en UFC 249. Sin embargo, el evento se canceló a principios de abril debido a la pandemia de COVID-19. El emparejamiento fue entonces reprogramado para UFC Fight Night: Overeem vs. Sakai. A su vez, la pareja fue retirada de ese evento por razones no reveladas y trasladada a UFC Fight Night: Waterson vs. Hill. Perdió el combate por nocaut técnico en el primer asalto.
Worthy se enfrentó a Jamie Mullarkey el 27 de marzo de 2021 en UFC 260. Perdió el combate por nocaut en el primer asalto.
Worthy se enfrentó a Jai Herbert el 23 de octubre de 2021 en UFC Fight Night: Costa vs. Vettori. Perdió el combate por nocaut técnico en el primer asalto.

## Campeonatos y logros

### Artes marciales mixtas
- 247 Fighting Championship
  - 247 Campeón de Peso Ligero de 247 FC (una defensa exitosa del título)[19][20]
- Ultimate Fighting Championship
  - Actuación de la Noche (una vez) vs. Devonte Smith[7]

## Récord en artes marciales mixtas
| Resultado | Récord | Oponente             | Método                                     | Evento                                          | Fecha                    | Ronda | Tiempo | Localización                    | Notas                                            |
| --------- | ------ | -------------------- | ------------------------------------------ | ----------------------------------------------- | ------------------------ | ----- | ------ | ------------------------------- | ------------------------------------------------ |
| Derrota   | 16-9   | Jai Herbert          | TKO (puñetazos)                            | UFC Fight Night: Costa vs. Vettori              | 23 de octubre de 2021    | 1     | 2:47   | Las Vegas, Nevada               |                                                  |
| Derrota   | 16-8   | Jamie Mullarkey      | KO (puñetazos)                             | UFC 260                                         | 27 de marzo de 2021      | 1     | 0:46   | Las Vegas, Nevada               |                                                  |
| Derrota   | 16-7   | Ottman Azaitar       | TKO (puñetazos)                            | UFC Fight Night: Waterson vs. Hill              | 12 de septiembre de 2020 | 1     | 3:33   | Las Vegas, Nevada               |                                                  |
| Victoria  | 16-6   | Luis Peña            | Sumisión (estrangulamiento por guillotina) | UFC on ESPN: Poirier vs. Hooker                 | 27 de junio de 2020      | 3     | 2:53   | Las Vegas, Nevada               |                                                  |
| Victoria  | 15-6   | Devonte Smith        | TKO (puñetazos)                            | UFC 241                                         | 17 de agosto de 2019     | 1     | 4:15   | Anaheim, California             | Actuación de la Noche.                           |
| Victoria  | 14-6   | Adam Ward            | KO (puñetazos)                             | 247 FC: Brawl In The Burgh                      | 27 de julio de 2019      | 3     | 0:13   | Canonsburg, Pensilvania         | Ganó el Campeonato de Peso Ligero de 247 FC.     |
| Victoria  | 13-6   | Joey Munoz           | Decisión (unánime)                         | 247 FC: Steeltown Throwdown                     | 6 de abril de 2019       | 3     | 5:00   | Canonsburg, Pensilvania         |                                                  |
| Victoria  | 12-6   | Tim Cho              | Sumisión (estrangulamiento por detrás)     | Pinnacle FC: Pinnacle Fighting Championships 18 | 22 de diciembre de 2018  | 2     | 0:18   | Pittsburgh, Pensilvania         |                                                  |
| Victoria  | 11-6   | Brady Hovermale      | TKO (puñetazos)                            | Made Men Promotions: Rivers Rumble MMA          | 14 de julio de 2018      | 3     | 4:34   | Pittsburgh, Pensilvania         |                                                  |
| Victoria  | 10-6   | Michael Roberts      | Decisión (unánime)                         | Pinnacle FC: Pinnacle Fighting Championships 16 | 24 de marzo de 2018      | 3     | 5:00   | Canonsburg, Pensilvania         | Regreso al peso ligero.                          |
| Derrota   | 9-6    | Kyle Nelson          | KO (puñetazo)                              | BTC 1: Genesis                                  | 27 de mayo de 2017       | 1     | 1:03   | Toronto, Ontario                |                                                  |
| Derrota   | 9-5    | Anthony Retic        | KO (puñetazos)                             | KOTC: Destructive Intent                        | 23 de julio de 2016      | 1     | 1:06   | Washington, Pensilvania         |                                                  |
| Victoria  | 9-4    | Adrian Vilaca        | Sumisión (estrangulamiento por detrás)     | GOTC MMA 21                                     | 4 de junio de 2016       | 2     | 4:48   | Pittsburgh, Pensilvania         |                                                  |
| Victoria  | 8-4    | Antonio Castillo Jr. | TKO (puñetazos)                            | Pinnacle FC: Pittsburgh Challenge Series 12     | 25 de noviembre de 2015  | 3     | 0:14   | Cheswick, Pensilvania           |                                                  |
| Derrota   | 7-4    | Matt Bessette        | KO (puñetazo)                              | CES MMA 29                                      | 12 de junio de 2015      | 2     | 2:42   | Lincoln, Rhode Island           |                                                  |
| Derrota   | 7-3    | Billy Quarantillo    | TKO                                        | SOFC: Strike Off 4                              | 28 de febrero de 2015    | 2     | 0:10   | Annandale, Virginia             | Por el vacante Campeonato de Peso Pluma de SOFC. |
| Victoria  | 7-2    | Matt DiMarcantonio   | TKO (puñetazos)                            | Pinnacle FC: Pittsburgh Challenge Series 9      | 26 de noviembre de 2014  | 1     | 4:49   | Canonsburg, Pensilvania         |                                                  |
| Victoria  | 6-2    | Anthony Morgan       | TKO (puñetazos)                            | Pinnacle FC: Pittsburgh Challenge Series 7      | 24 de mayo de 2014       | 2     | 4:52   | Pittsburgh, Pensilvania         |                                                  |
| Victoria  | 5-2    | Jacob Butler         | KO (puñetazo)                              | Pinnacle FC: Pittsburgh Challenge Series 6      | 29 de marzo de 2014      | 1     | 0:26   | Pittsburgh, Pensilvania         |                                                  |
| Victoria  | 4-2    | Reggie Merriweather  | Decisión (unánime)                         | Pinnacle FC: Pittsburgh Challenge Series 5      | 27 de noviembre de 2013  | 3     | 5:00   | Canonsburg, Pensilvania         |                                                  |
| Victoria  | 3-2    | Francis Healy        | TKO (puñetazos)                            | Pinnacle FC: Pittsburgh Challenge Series 3      | 29 de junio de 2013      | 2     | 0:57   | Canonsburg, Pensilvania         | Debut en el peso pluma.                          |
| Victoria  | 2-2    | Jason Willett        | Decisión (unánime)                         | Pinnacle FC: Pittsburgh Challenge Series 2      | 20 de abril de 2013      | 3     | 5:00   | Canonsburg, Pensilvania         |                                                  |
| Derrota   | 1-2    | Paul Felder          | TKO (puñetazos)                            | Pinnacle FC: Pittsburgh Challenge Series 1      | 29 de diciembre de 2012  | 1     | 1:10   | Canonsburg, Pensilvania         |                                                  |
| Victoria  | 1-1    | Victer Crenshaw      | TKO (parada médica)                        | NAAFS: Caged Fury 18                            | 25 de agosto de 2012     | 3     | 3:46   | Charleston, Virginia Occidental |                                                  |
| Derrota   | 0-1    | George Comer         | Sumisión (estrangulamiento por detrás)     | NAAFS: Fight Night in the Flats 8               | 2 de junio de 2012       | 2     | 3:58   | Cleveland, Ohio                 |                                                  |